# ファントム・フィルム
株式会社ファントム・フィルム（英: Phantom Film Co., Ltd.）は、かつて存在した外国語映画の輸入・配給・宣伝、日本映画の企画・製作・配給・宣伝を主な事業としていた日本の映画会社。株式会社ハピネットの完全子会社であった。

## 歴史
叶井俊太郎らが2003年12月に設立した映画配給会社。しかし、叶井は1年で退社。小西啓介が代表となる。
2005年9月、ウェッジホールディングスが簡易株式交換を実施して完全子会社化。しかし、2007年2月に全株式が小西に譲渡され、資本関係は無くなった。
2020年10月、ハピネットが発行済み全株式を取得して完全子会社化。2021年4月、ハピネットグループの映像メーカー部門統合に伴い設立されたハピネットファントム・スタジオに吸収合併され解散した。

## 配給作品

### 日本映画
2004年
- MASK DE 41
- いかレスラー

2005年
- Jam Films S
- タナカヒロシのすべて
- 埋もれ木

2006年
- エリ・エリ・レマ・サバクタニ
- 暗いところで待ち合わせ
- LOFT ロフト
- ナイスの森〜The First Contact〜
- スクールデイズ
- スキージャンプ・ペア
- スターフィッシュホテル

2007年
- The焼肉ムービー プルコギ
- 叫
- おばちゃんチップス
- 腑抜けども、悲しみの愛を見せろ

2008年
- リアル鬼ごっこ
- 世界で一番美しい夜
- ひぐらしのなく頃に
- 接吻
- ひゃくはち
- 小森生活向上クラブ

2009年
- 愛のむきだし
- しんぼる（制作プロダクション）
- SOUL RED 松田優作
- 蘇りの血
- ノーボーイズ,ノークライ

2010年
- ゲゲゲの女房
- 私の優しくない先輩

2011年
- ラビット・ホラー3D

2012年
- モンスターズクラブ
- カラスの親指（20世紀フォックス映画と共同配給）

2013年
- みなさん、さようなら
- 遺体 明日への十日間
- さよなら渓谷
- シャニダールの花
- 上京ものがたり
- R100（制作プロダクション）
- 受難

2014年
- 麦子さんと
- 東京難民
- ぼくたちの家族
- 海を感じる時
- 太陽の坐る場所
- 福福荘の福ちゃん

2015年
- 神様はバリにいる
- この国の空

2016年
- オケ老人!
- 星ガ丘ワンダーランド

2017年
- 幼な子われらに生まれ

2018年
- 悪と仮面のルール
- オズランド　笑顔の魔法おしえます。
- レオン
- 娼年
- ピース・ニッポン
- オー・ルーシー!

2019年
- 洗骨
- 惡の華
- いちごの唄
- わたしは光をにぎっている

2020年
- 酔うと化け物になる父がつらい
- 窮鼠はチーズの夢を見る
- ホテルローヤル

2021年
- あの頃。

## 関連人物
- 叶井俊太郎（創業者）
- 小西啓介（代表取締役社長）
- 栗原 忠慶（取締役）
- 佐藤正樹（取締役）
- 鈴木恵喜（取締役）
- 松井智（取締役）
- 石丸裕之（監査役）